# おかえり (絢香の曲)
「おかえり」は、日本の歌手・絢香の8枚目のシングル。2008年5月14日にワーナーミュージック・ジャパンから発売された。

## 解説
フジテレビ系列火曜9時ドラマ『絶対彼氏〜完全無欠の恋人ロボット〜』主題歌（同ドラマにはのちに夫となる水嶋ヒロが出演していた）。絢香がドラマ主題歌を担当するのは前々作「CLAP&LOVE/Why」以来で、今回が4回目のドラマ主題歌タイアップとなる。また、カップリングには前作「手をつなごう」のライブ・バージョンが収録されている。
表題曲はドラマの原作コミックを読んで書き下ろしたものである。

## 収録曲
1. おかえり
作詞：絢香／作曲：西尾芳彦、絢香／編曲：松浦晃久
フジテレビ系ドラマ『絶対彼氏〜完全無欠の恋人ロボット〜』主題歌。
2. 迷路
作詞：絢香／作曲：西尾芳彦、絢香／編曲：西川進
3. 手をつなごう<2007/12/20 日本武道館LIVE ver.>
作詞：絢香／作曲：西尾芳彦、絢香
4. おかえり<Instrumental>
5. 迷路<Instrumental>

## 収録アルバム
- Sing to the Sky　#1,#3（通常音源）
- ayaka's History 2006-2009　#1（Disc1）,#3（Disc1・通常音源）

## カバー
- 美吉田月 - アルバム『LOVE GIFT〜pure flavor extra〜』（2008年）に収録。
- 蘭華 - アルバム『SWEETS! MACARON POP featuring Ranka』（2009年11月17日発売。After Time NQCL-1012。編曲：綾部健三郎。）に収録。